# تهاجم مخفی (مجموعه تلویزیونی)
تهاجم مخفی (به انگلیسی: Secret Invasion) مینی‌سریال تلویزیونی آمریکایی است که توسط کایل بردستریت برای سرویس استریم دیزنی پلاس ساخته شده‌است. این مجموعه بر پایهٔ طرح داستانی به همین نام ساخته شده‌است. تولید این مجموعه بر عهده مارول استودیوز بوده و بخشی از مجموعه‌های تلویزیونی واقع‌شده در دنیای سینمایی مارول است که داستان آن با فیلم‌های این فرنچایز ارتباط دارد. تهاجم مخفی به نیک فیوری و هم‌پیمانانش می‌پردازد که در تلاشند از تهاجم اسکرال‌ها به زمین جلوگیری کنند.
بردستریت سرپرست نویسندگان است و علی سلیم کارگردانی آن را به عهده دارد.
ساموئل ال. جکسون نقش اصلی نیک فیوری را بازآفرینی می‌کند و در کنارش بن مندلسون در نقش تالوس حضور دارد. دیگر بازیگران شامل کوبی اسمالدرز، کینگزلی بن‌ادیر، کیلیان اسکات، ساموئل آدونمی، درموت مالرونی، ریچارد دورمر، امیلیا کلارک، الیویا کلمن و دان چیدل می‌شود. توسعه این مجموعه تا سپتامبر ۲۰۲۰ آغاز شد و بردستریت و جکسون به آن پیوستند. عنوان و پیش‌نمایش این مجموعه، همراه با انتخاب مندلسون به‌عنوان بازیگر، در دسامبر اعلام شد. بازیگران فرعی در طول مارس و آوریل ۲۰۲۱ انتخاب شدند و به‌دنبال آن، علی سلیم برای کارگردانی این مجموعه در مه همان سال استخدام شدند. فیلم‌برداری تا سپتامبر ۲۰۲۱ در لندن آغاز شده بود و در آوریل ۲۰۲۲ به پایان رسیید. مکان‌های فیلم‌برداری اضافی در سرتاسر یورک‌شر غربی و در لیورپول، انگلستان بود.
تهاجم مخفی در ۲۱ ژوئن ۲۰۲۳ از طریق دیزنی پلاس پخش شد و متشکل از شش قسمت بود که تا ۲۶ ژوئیه به اتمام رسید. این نخستین مجموعه از فاز پنجم دنیای سینمایی مارول است. این مجموعه نقدهای مختلطی از طرف منتقدان کسب کرد.

## زمینهٔ داستان
نیک فیوری توطئه‌ای از گروهی متشکل از اسکرال‌های تغییرشکل‌کننده به‌منظور نفوذ به زمین در موقعیت‌های قدرت در سراسر جهان کشف می‌کند و اورت کی. راس، ماریا هیل و تالوس را برای متوقف کردن آن و نجات بشریت به خدمت می‌گیرد.

## بازیگران
- ساموئل ال. جکسون
- بن مندلسون
- کوبی اسمالدرز
- مارتین فریمن
- دان چیدل
- الیویا کلمن
- امیلیا کلارک
- کیلین اسکات
- کریستوفر مک‌دونالد
- کارمن اجوگو

## پخش
رویداد فرش قرمز این مجموعه در ۱۳ ژوئن ۲۰۲۳ در لس آنجلس برگزار شد. تهاجم مخفی در ۲۱ ژوئن ۲۰۲۳ از دیزنی پلاس آغاز به پخش کرد و متشکل از شش قسمت بود که تا ۲۶ ژوئیه به پایان رسید. پیش از این انتظار می‌رفت که در اوایل سال ۲۰۲۳ منتشر شود. تهاجم مخفی نخستین مجموعه از فاز پنج دنیای سینمایی مارول است.

## بازخورد

### منتقدان
تهاجم مخفی در وبگاه نقد و بررسی راتن تومیتوز بر اساس نظر ۱۸۱ منتقد، امتیاز ۵۸٪ با میانگین نمرهٔ ۶٫۳۰/۱۰ را کسب کرده‌است. اجماع منتقدان این وبگاه می‌گوید: «تهاجم مخفی نمایشی کاملاً شایسته برای ساموئل ال. جکسون است و پس از شروع تا حدودی آهسته با جذب دنیای سینمایی مارول به جهت تاریک‌تر و بالغانه‌تر، خود را استوار می‌کند.» این مجموعه در متاکریتیک، که از میانگین وزنی استفاده می‌کند، بر اساس نظر ۲۴ منتقد امتیاز ۶۳ از ۱۰۰ را کسب کرده که نشان‌گر «نقدهای عموماً مطلوب» است.
ریچارد نیوبی در مجلهٔ امپایر به تهاجم مخفی ۴ از ۵ ستاره داد و عقیده داشت که این مجموعه «درام خیره‌کنندهٔ تنش‌زایی» بود که «بازیگران خودش را با اصول مؤثر پیشکش می‌کند» و «مخاطبانش را ترغیب می‌کند تا فراتر از حد به درخشش ابرقهرمانی نظر داشته باشند.» نیوبی متوجه شد که این مجموعه از احساس آسودگی پروژه‌های قبلی دنیای سینمایی مارول فاصلهٔ زیادی گرفته‌است که دلیل آن، به تصویر کشیدن موضوعات بالغانه مانند تروریسم و شکنجه بود.

## آینده
در سپتامبر ۲۰۲۲، فایگی گفت که تهاجم مخفی به فیلمِ جنگ‌های زرهی منتهی خواهد شد و چیدل قرار است نقش رودز را مجدداً بازی کند. جکسون بار دیگر نقش فیوری را در مارول‌ها (۲۰۲۳) ایفا خواهد کرد. این فیلم ادامهٔ تهاجم مخفی و نیز موضوعات روایت‌شده در فیلم انتقام‌جویان: پایان بازی (۲۰۱۹) و مجموعه‌های وانداویژن (۲۰۲۱) و خانم مارول (۲۰۲۲) است.